# Black Widow (álbum)
Black Widow  es el quinto álbum de la banda de metalcore In This Moment. Fue lanzado por Atlantic Records el 17 de noviembre de 2014. Esto marca debut discográfico de la banda y el primer lanzamiento fuera de la etiqueta de mucho tiempo Century Media Records.

## Antecedentes
Tras el éxito de su 2012 álbum Blood y un recorrido por título, In This Moment anunciaron que estaban regresando al estudio a finales febrero de 2014 para comenzar a trabajar en un seguimiento. El guitarrista Chris Howorth dijo a Billboard que estaban de nuevo haciendo equipo con su colaborador de largo plazo Kevin Churko, que ha producido discos anteriores de la banda y que el sonido continuará con el mismo estilo que Blood. En su nuevo sonido evolucionado él comentó, "Nos sentimos como si nos encontramos algo y queremos meter la bandera en el suelo en la parte superior de la colina." Se informó el 5 de febrero que la banda había firmado con Atlantic Records. vocalista Maria Brink dijo sobre el nuevo acuerdo, "Estamos muy entusiasmados de la liberación de este álbum a través de Atlantic Records, que han puesto a algunos de los más grandes y más venerados álbumes de todos los tiempos."

## Sencillos
- Sick Like Me fue el primer sencillo del nuevo álbum, se estrenó en Sirius Satellite Radio y fue lanzado a iTunes a la medianoche. El título del álbum fue anunciado junto con una gira como cabeza de cartel, que comenzó a finales de octubre. Brink reveló el título es una metáfora de las experiencias de vida positivos y negativos y convertir las debilidades en fortaleza. Ella dice: "Esta niña inocente que se infecta con la vida, traumas, experiencias, y el equilibrio de la luz y la oscuridad. Ella se convierte en esta criatura serena y poderosa."[1] Fue lanzado el 9 de septiembre de 2014.

- Big Bad Wolf fue el segundo sencillo del nuevo álbum fue lanzado el 21 de octubre de 2014.

- Sex Metal Barbie fue el tercer sencillo del nuevo álbum alcanzando el número 18 en iTunes, la más alta posición de un In This Moment canción hasta la fecha. Incluso antes de ser lanzado como el segundo sencillo del álbum, "Big Bad Wolf" comenzó a llegar a la rotación y que se está reproduciendo en la mayoría de las radios de rock y metal; debutando en el top 100. Fue lanzado el 4 de noviembre de 2014.

## Recepción
Black Widow debutó en los Billboard 200 Chart de EE. UU. en el # 8 con unas ventas de 36 000. Esto marca la entrada del mapa más alta en la historia de la banda. Hasta la fecha, el álbum ha vendido 86.000 copias.

## Lista de canciones
| N.º | Título                                                | Escritor(es)                                                              | Duración |  |
| 1.  | «The Infection»                                       | Maria Brink, Kevin Churko, Chris Howorth                                  | 1:49     |  |
| 2.  | «Sex Metal Barbie»                                    | Brink, Churko, Howorth                                                    | 4:22     |  |
| 3.  | «Big Bad Wolf»                                        | Brink, Churko, Howorth                                                    | 5:12     |  |
| 4.  | «Dirty Pretty»                                        | Brink, Churko, Howorth                                                    | 4:07     |  |
| 5.  | «Black Widow»                                         | Brink, Churko, Howorth                                                    | 4:58     |  |
| 6.  | «Sexual Hallucination» (con Brent Smith de Shinedown) | Brink, Churko, Howorth                                                    | 6:18     |  |
| 7.  | «Sick Like Me»                                        | Brink, Churko, Howorth, Mitchell Ray Marlow                               | 5:00     |  |
| 8.  | «Bloody Creature Poster Girl»                         | Brink, Kane Churko, Churko, Howorth                                       | 4:20     |  |
| 9.  | «The Fighter»                                         | Brink, Howorth, Churko, Nick Helbling a.k.a. Nikka Bling, Michael Spadoni | 4:52     |  |
| 10. | «Bones»                                               | Brink, Churko, Churko, Howorth                                            | 4:30     |  |
| 11. | «Natural Born Sinner»                                 | Brink, Churko, Howorth                                                    | 5:09     |  |
| 12. | «Into the Darkness»                                   | Brink, Churko, Howorth                                                    | 2:52     |  |
| 13. | «Out of Hell»                                         | Brink, Churko, Howorth                                                    | 6:34     |  |

Bonus tracks
| Best Buy/Japan bonus tracks |            |                        |          |  |
| N.º                         | Título     | Escritor(es)           | Duración |  |
| 14.                         | «Turn You» | Brink, Churko, Howorth | 5:27     |  |
| 15.                         | «Rib Cage» | Brink, Churko, Howorth | 5:06     |  |

| Deluxe digital bonus tracks |                                            |                                |          |  |
| N.º                         | Título                                     | Escritor(es)                   | Duración |  |
| 14.                         | «Sick Like Me (Motionless in White Remix)» | Brink, Churko, Howorth, Marlow | 5:38     |  |
| 15.                         | «Big Bad Wolf (Dr. Ozi Remix)»             | Brink, Churko, Howorth         | 4:22     |  |

## Puesto
| Listas (2014)           | Posición |
| ----------------------- | -------- |
| Australian Albums Chart | 89       |
| Billboard 200           | 8        |
| UK Rock Albums Chart    | 7        |
| UK Albums Chart         | 81       |

## Personal
- Maria Brink - voz, piano
- Chris Howorth - guitarra solista, coros
- Travis Johnson - guitarra baja
- Randy Weitzel - guitarra rítmica
- Tom Hane - batería
- Brent Smith  - voces adicionales en "Sexual Hallucination"